# اميليو بيانكي
اميليو بيانكي (بالإيطالية: Emilio Bianchi)‏ (و. 1912 – 2015 م) هو، من إيطاليا، توفي في فياريدجو، عن عمر يناهز 103 عاماً.